# پناهگاه صخره‌ای پیر قوچ
پناهگاه صخره‌ای پیر باصفا ۱ و ۲؛ دو پناهگاه صخره‌ای از دوره نوسنگی هستند، و در بخش مرکزی شهرستان ارسنجان، دهستان خبریز، ۵۰۰ متری غرب روستای صفرآباد واقع شده‌اند. این آثار باستانی در تاریخ ۸ و ۲۳ بهمن ۱۳۸۵ با شماره‌های ثبت ۱۷۰۷۸ و ۱۷۲۶۰ در فهرست آثار ملی ایران به ثبت رسیده‌اند.
پناهگاه پیر باصفا سکونتگاهی پیش‌از تاریخ با عمق ۱۱ متر؛ که عرض دهانهٔ آن ۲۳ متر با ارتفاع بیش از ۳۰ متر است، این دهانه چون پلی صخره‌ای در کوه نمایان است، و بخشهایی از این پناهگاه فرو ریخته‌است.

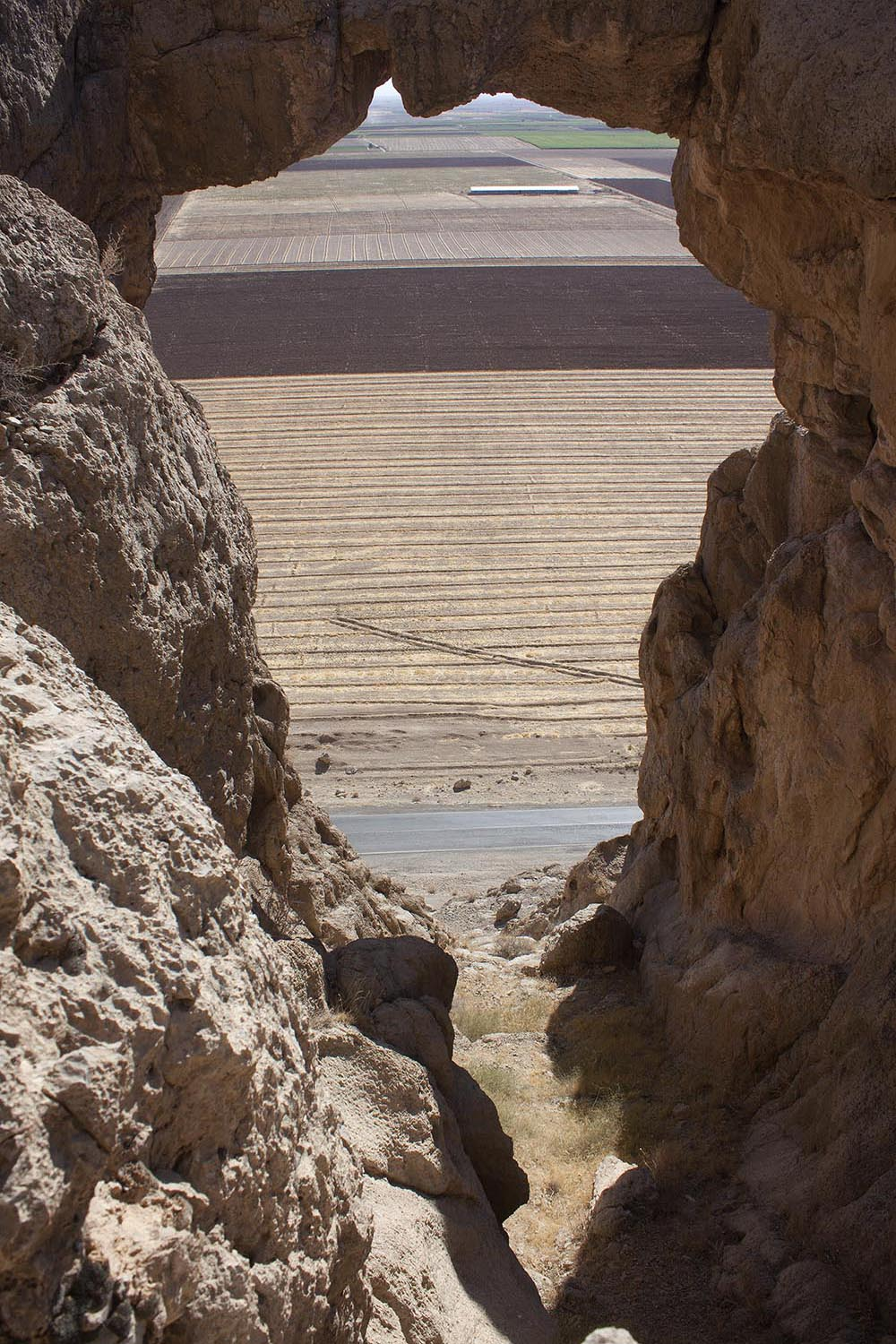
پیر باصفا یک
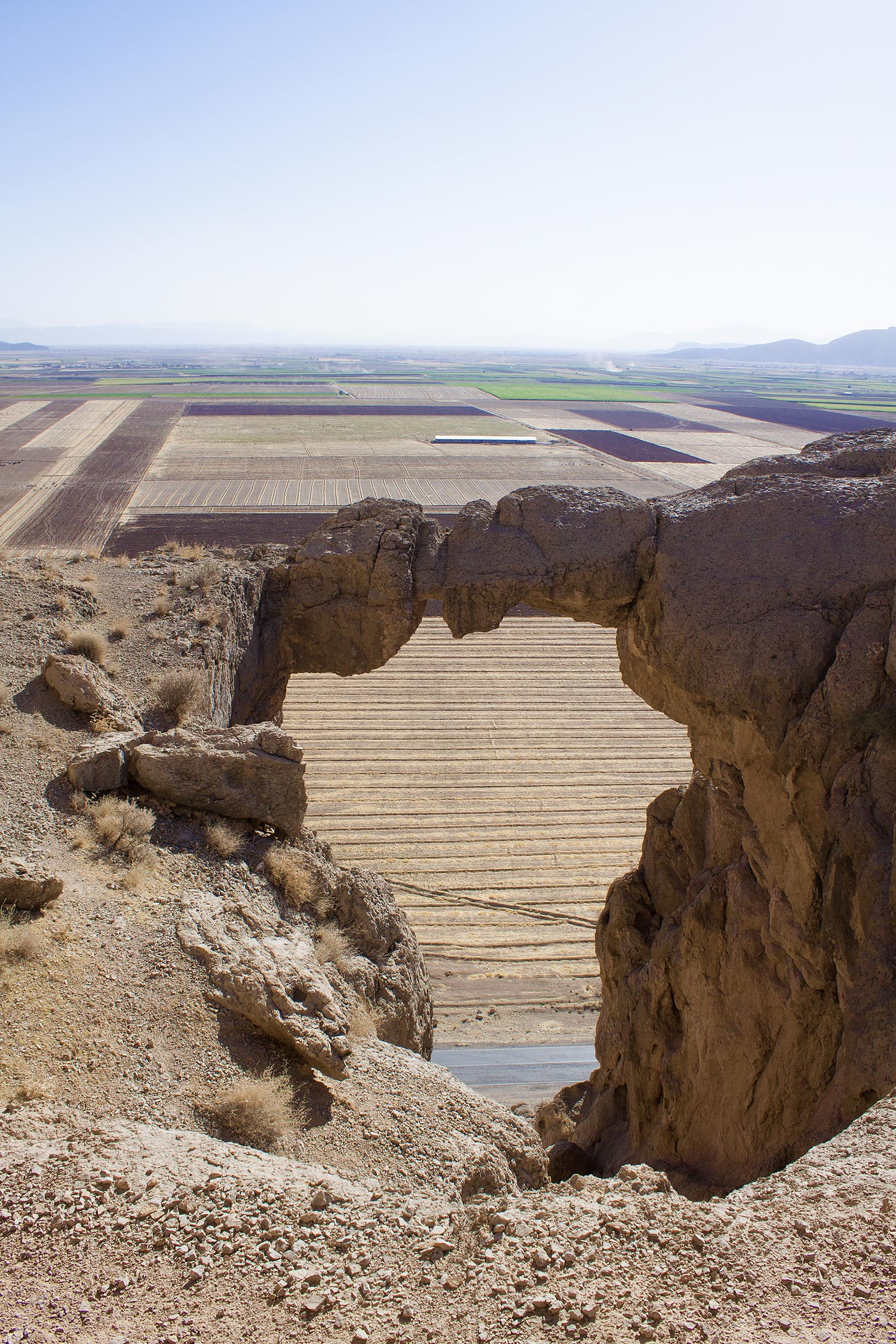
پیر باصفا یک
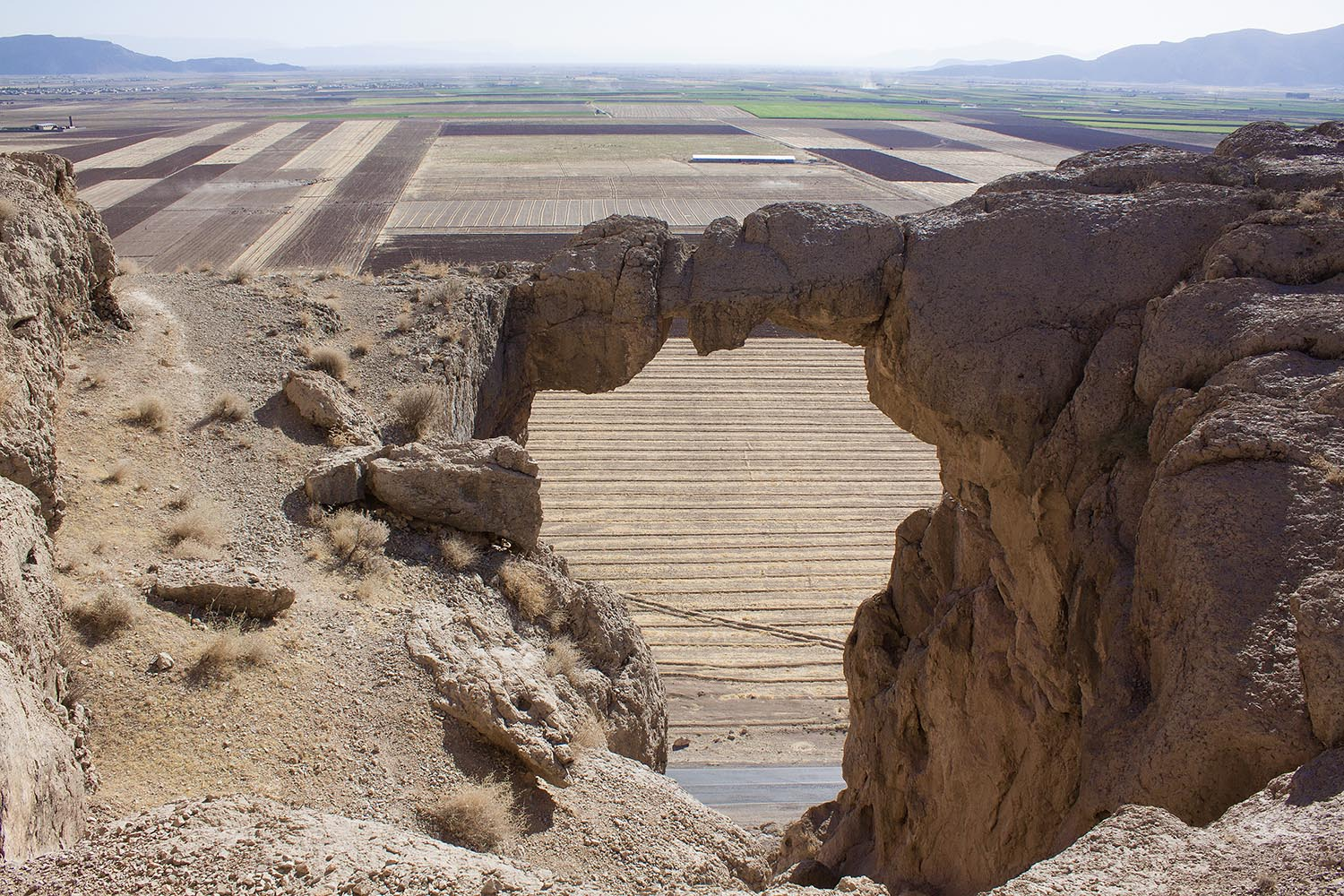
پیر باصفا یک